# Икария
Икарѝя (на гръцки: Ικαρία) е гръцки остров в източната част на Егейско море, самостоятелен дем в област Северен Егей (в някои източници островът е част от Южните Споради). Островът е наречен на Икар. Главен град е Агиос Кирикос с население около 2400 жители. На изток широкия 18 km проток Фурни го отделя от остров Самос, а на 46 km на запад е разположен остров Миконос (от Цикладските острови. Югоизточно от Икария се намира групата острови Фурни (Фурни, Тименаки, Агиос Минас и др.). Дължина от югозапад на североизток 40 km, ширина до 10 km, площ 255 km². Бреговата линия е слабо разчленена. Релефът е предимно планински с максимална височина 1041 m, издигаща се в крайната му югозападна част. По северното крайбрежие има малки равнинни пространства, на които се развива лозарство и градинарство. Населението на острова през 2011 г. е било 8423 души.
След Гражданската война в Икария са интернирани около 13 хиляди комунисти и в началото на 21 век островът остава едно от местата в Гърция с най-силно влияние на Комунистическата партия.

## Туризъм
Островът от дълбока древност е популярен с топлите минерални извори и доброто вино. Днес е известен като курорт за семеен и балнеологичен туризъм. Основни туристически обекти са селата Евидос, Мантриа, Акаматра и Местария. В града има археологически музей.